# Estrazione (geologia)
In geologia, l'estrazione è un processo geomorfologico compiuto dai ghiacciai, che consiste nello sradicamento dal terreno di blocchi (di varie dimensioni) di roccia, ad opera appunto del ghiaccio accumulatosi.

## Dinamica dell'estrazione glaciale
Il ghiaccio, scendendo da uno o più circhi glaciali posti alla sommità dei ghiacciai, arriva a depositarsi in una lingua glaciale, dove una parte del substrato roccioso viene inglobato nel ghiaccio (poiché il freddo e la cospicua massa dell'acqua solidificata dà luogo ad un'erosione di materiale roccioso, con un'estrazione grossolana di blocchi di terreno), iniziando quindi a fare parte del ghiaccio stesso.